# قلقاس (جنس)
القُلقَاس (الاسم العلمي: Colocasia)، جنس نباتات مُزهرة من فصيلة اللوفية، موطنها جنوب شرق آسيا وشبه القارة الهندية. بعض أنواعه الزراعية وطنت على نطاق واسع في المناطق الاستوائية وشبه الاستوائية.